# Лабуш Дмитро Олександрович
Дмитро Олександрович Лабуш (нар. 8 листопада 1985, Мінськ, Білорусь) — білоруський актор кіно та театру.

## Життєпис
Дмитро Лабуш народився 8 листопада 1985 року в Мінську в акторській сім'ї. Батько відомий білоруський актор Олександр Лабуш, який працював у Національному академічному театрі ім. Янки Купали Республіки Білорусь до недавнього часу. Мати — Галина Федорова, акторка театру ім. Янки Купали до 2007 року. 
У 2009 році закінчив Вище театральне училище імені М. С. Щепкіна, курс Римми Гаврилівни Солнцевої (Бейліс В.М., Іванов В.М.). 
У 2010 році грав у Малому театрі.

## Театральні роботи
- Миколка Турбін — Михайло Булгаков «Біла гвардія» (реж. Євген Дмитрієва);
- Монахов — Максим Горький «Варвари» (реж. Римма Солнцева);
- Рошфор — Олександр Дюма «Три мушкетери» (реж. Кирило Дьомін);
- Беркутів — Олександр Островський «Вовки та вівці» (реж. Борис Клюєв);
- Бєляєв — Іван Тургенєв «Місяць в селі» (реж. Віталій Іванов).

## Фільмографія
- 2016 «Жінка його мрії» — Денис, племінник Анастасії
- 2016 «Вірність» — Костик
- 2016 «Куба» — Ілля Ізотов, старший лейтенант поліції
- 2016 «Самотність» — Володя
- 2016 «Шакал» — Олег (немає в титрах)
- 2015 «72 години» — головна роль Дмитро Пронін
- 2015 «За сімейними обставинами» — головна роль Микита
- 2014 «Біла голубка Кордови» (у виробництві)
- 2014 «Спокуса» — Антон, молодший брат Віри
- 2013 «Між нами дівчатками» — Микита Ларін
- 2013 «Квиток на двох» — Дмитро Соколов
- 2013 «Горюнов» — Олександр Петровський, лейтенант медичної служби
- 2013 «Крапчастий» — епізод
- 2013 «Іван і Толян» — «Хамелеон»
- 2012 «Серпень. Восьмого» — молодий репортер
- 2012 «Вероніка. Втрачене щастя» — Роман
- 2011 «Арифметика підлості» — Валя Кісєльов
- 2010 «Хранителі мережі» — Макс
- 2010 «Журов-2» — Ілля Зиков
- 2010 «Грізні часи» — Федір Басманов
- 2010 «Вендетта по-російськи» — Даня Поляков
- 2009 «Зниклі» — Мошкін
- 2009 «Дівич-вечір» — Льоша
- 2009 «Какраки» — Мишко Пономарьов
- 2008 «Віддамся в добрі руки» — лейтенант Сорокін
- 2007 «Початок» (короткометражний) — Костя Голіков
- 2007 «Бурова» — Іван
- 2005 «Глибока течія» — епізод
- 2005 «Останній бій майора Пугачова» — Сухоруков
- 2005 «Капітанові діти» — Саньок
- 2005 «Каменська-4» — епізод
- 2004 «На безіменній висоті» — Аверченко
- 2004 «Карусель» — Денис
- 1999 «Санта Лючія» — Вітя
- 1998 «Квіти від переможців» — Юрка